# Акош Елек
Акош Елек (мађ. Elek Ákos; Озд, 21. јул 1988) Везиста мађарске фудбалске репрезентације. Освајач Лига купа Мађарске и освајач шампион Мађарске, освајач мађарског купа и двоструки освајач Купа Казахстана.

## Каријера

### Клуб

#### Казинцбарцика
У Барцички месни клуб је дошао када је имао десет година. Његов таленат је први препознао Чаба Береш који му је постао ментор (тренер и учитељ). Од 2000. године напредовао преко свих категорија и постао је стандардни играч клуба који је играо у мађарској НБ II.
Професионалну каријеру започео је 2005. године играјући за друголигаша Казинцбарцика ШК. У својој првој сезони одиграо је седам мечева и постигао један гол. Свој једини гол, и то против екипе из Макоа, постигао је 28. маја 2006. године. На крају мађарске друголигашке сезоне 2005/06, он и његов тим су завршили на осмом месту.
У наредној сезони је наступио на неколико мечева. Његов тренер му је указао поверење у четрнаест мечева. Ипак, није успео да постигне гол. Он и његов тим пали су за четири места у поређењу са претходногодишњим пласманом, завршивши на дванаестом месту у Источној групи НБ II.
Уследила је сезона 2007/08, која је била једна од најбољих Елекових сезона до тада. Започео је двадесет и шест првенствених мечева и одиграо деветнаест пуних мечева без да је замењен. Његове наступе пратило је седам голова. Први гол за Казинцбарцику постигао је 18. августа 2007. против Ференцвароша. Касније је постигао гол против Орошхазе, Јацберења и Кечкемета, као и два гола против Тужера. На крају првенства завршили, он са екипом, су на седмом месту, али је он својим играма пронашао пут до прволигаша из Секешфехервара.

#### Видеотон
У лето 2008. године потписао је за Видеотон. У сезони 2008/09 за Видеотон је наступио на једанаест мечева. Његов дебитантски меч у првој лиги одиграо је 26. јула 2008. против Шиофок који се играо у гостима. У јесењој сезони је играо само на овом мечу, али је у пролећној сезони имао прилике да игра неколико пута. На крају није успео да постигне гол за свој нови тим у првенству, али је важио за откриће тима. Видеотон је крај првенства дочекао на шестом месту прволигашке табеле.
Уследила је сезона 2009/10. Током јесени одиграо је четрнаест мечева. Постигао је свој први, а одмах и други гол, пошто је постигао два гола на једној утакмици, 25. јула 2009. у првом колу као гост Кечкемета. У новембру 2009. године продужио је уговор за још три године, обавезујући се на Видеотон до 2013. године.

#### Ескишехирспор
У јануару 2012. године, Елек је прошао лекарски преглед у турском клубу Ескишехирспор, чиме је потврђена шестомесечна позајмица на коју су се договорили са Видеотоном. Многи су се плашили потписивања за Турску, јер турска лига Мађарима до тада није донела много доброг. Дебитовао је у гостима у Трабзонспору 25. јануара; заменио је Родрига Телоа у 70. минуту меча, Трабзонспор је добио меч са 4 : 1.

#### Диошђер
У јулу 2012. договорен је Елеков трансфер из Видеотона у Диошђер, па је Елек започео сезону 2012. са тимом Мишколца. Елек је веома брзо постао вођа и капитен тима. Под његовим руководством ДВТК је у сезони 2013/14. остварио успехе попут освајања Лига купа Мађарске, 2. места у Купу Мађарске и 5. места у првенству Мађарске.

#### Чангчун Јатај
У јануару 2014. године Елек је потписао двогодишњи уговор са ФК Чангчун Јатаи који учествује у кинеској првој лиги. Његова интеграција није дуго трајала, а 3. маја је постигао свој први гол у ремију 1 : 1 против Тиањин Теда. У последњем колу првенства постигао је свој други гол у продужетку, ударцем маказицама.

#### Каират Алмати
Диошђер ВТК је 5. марта 2017. објавио на свом званичном сајту да је Елек потписао уговор са казахстанским тимом Каират Алмати. Два дана касније, прошао је успешан лекарски преглед и потписао уговор на две плус једну годину. Први меч за Каират одиграо је у другом колу шампионата, провевши пола сата на терену као замена. У наредном колу играо је као стартер у првенственој утакмици против Тараза ФК која је завршена нерешеним резултатом. Дана 14. октобра је одиграо финале купа, у којем је његов тим победио са 1 : 0 против Атирау ФК. У сезони 2017. и 2018. члан је тима који осваја сребрну медаљу на првенству Казахстана.

#### Поново у Видеотону
У јануару 2019. године потписао је необавезујући уговор са МОЛ Видеотоном ФК као слободан играч.
У 2019. и 2020. години био је члан тима који је освојио друго место у шампионату Мађарске, постигао је 2 гола на укупно 49 утакмица (од чега је постигао 1 гол на 35 лигашких утакмица). Од 1. јула 2020. прешао је у МОЛ Фехервар II. који је наступао у западној групи НБ III.
Фудбалску каријеру је завршио у лето 2022. године.

### Репрезентација
Велики искорак ка игрању у репрезентацији догодио се у сезони 2009-2010, када је постао стандардан у првом тиму Видеотона и постао члан олимпијског тима којим је руководио Шандор Егервари. Елек је дебитовао у У21 репрезентацији 13. новембра 2009. године. Против Италијана је одиграо цео меч. А 2010. Убрзо је постала стварност др. Прогноза Ђерђа Мезеја: Акош Елек је дебитовао и у А селекцији. Дана 25. маја добио је позив у сениорску репрезентацију, уочи утакмице против Немачке. Премијера је била 5. јуна 2010. године, утакмицом против Холандије, а пратили су је такође јаки противници: Енглеска, Шведска, Финска. У потоњем, у квалификацијама за Европско првенство против Финаца, у 92. минуту асистирао је Џуџаку на крају дугог спринта, не само да је репрезентација победила, већ је и Акош Елек „прихваћен” од навијача. До краја првенствене 2010/11. године играо је на укупно 11 репрезентативних утакмица.
У лето 2011. постигао је први гол за репрезентацију у пријатељској утакмици против Исланда. Наредних година остао је кључни репрезентативац и учествовао је на Европском првенству у фудбалу 2016.

## Достигнућа
Видеотон
- Прва лига Мађарске у фудбалу: 
  - шампион: 2010/11
  - друго место: 2009/10, 2018/19, 2019/20.
- Куп Мађарске у фудбалу: 
  - победник: 2018/19.
  - финалиста: 2010/11.
- Лига куп Мађарске у фудбалу: 
  - победник: 2008/09.

 Диошђер
- Лига куп Мађарске у фудбалу: 
  - победник: 2013/14.
- Куп Мађарске у фудбалу: 
  - финалиста: 2013/14.

 Алмати
- Куп Казахстана у фудбалу: 
  - победник: 2017, 2018.[18]
- Премијер лига Казахстана у фудбалу: 
  - шампион: 2017, 2018.
- Суперкуп Казахстана у фудбалу: 
  - финалиста: 2018.[19]

Индивидуално
- Идеалан тим сезоне (Nemzeti Sport): 2009/10, 2010/11 јесен, 2010/11, 2014/15 јесен
- Казинцбарцика Награда Представничког одбора Града „Плакета признања“. (2019)[20]
- Омладинска школа фудбала названа по Акош Елеку (2017)[21]

 Репрезентација
Ажурирано утакмице игране до 6. јун 2018.
| Репрезентација | Година | Ута | Голови |
| -------------- | ------ | --- | ------ |
| Мађарска       | 2010.  | 7   | 0      |
| Мађарска       | 2011.  | 10  | 1      |
| Мађарска       | 2012.  | 7   | 0      |
| Мађарска       | 2013.  | 5   | 0      |
| Мађарска       | 2014.  | 3   | 0      |
| Мађарска       | 2015.  | 6   | 0      |
| Мађарска       | 2016.  | 5   | 0      |
| Мађарска       | 2017.  | 3   | 0      |
| Мађарска       | 2018.  | 3   | 0      |
| Укупно         | Укупно | 49  | 1      |

Скор и резултати прво наводе зброј голова Мађарске, колона са резултатом показује резултат након сваког Елековог поготка.
| Бр. | Датум            | Стадион                           | Противник | Скор  | Резултат | Такмичење   |
| --- | ---------------- | --------------------------------- | --------- | ----- | -------- | ----------- |
| 1   | 10. август 2011. | Стадион Ференц Пушкаш, Будимпешта | Исланд    | 4 : 0 | 4 : 0    | Пријатељска |